# Reloj astronómico de Estrasburgo

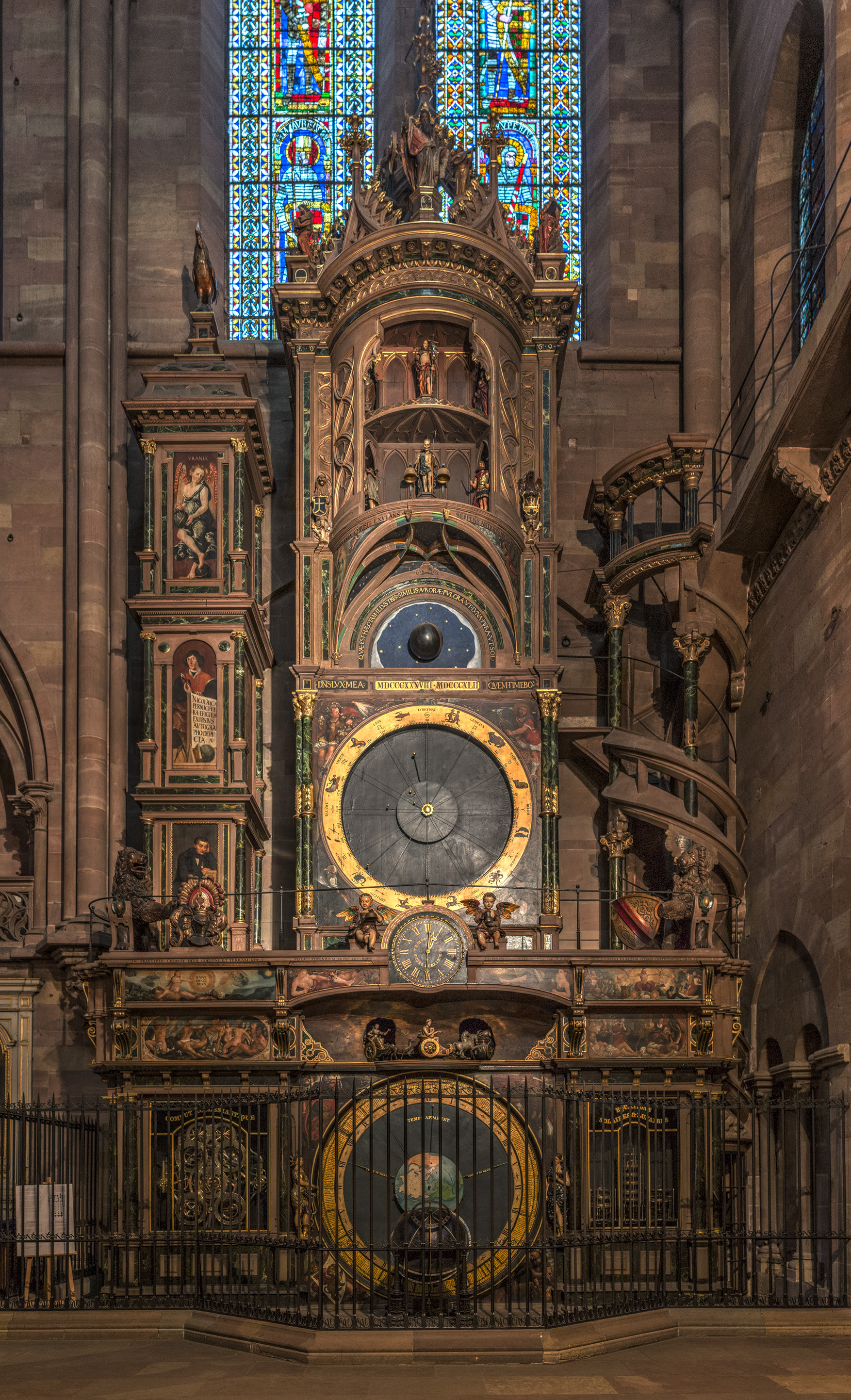
Vista general

El reloj astronómico de la Catedral de Nuestra Señora de Estrasburgo, ricamente decorado, data del siglo XVI y está considerado "monumento histórico" francés desde el 15 de abril de 1987.

## El primer reloj

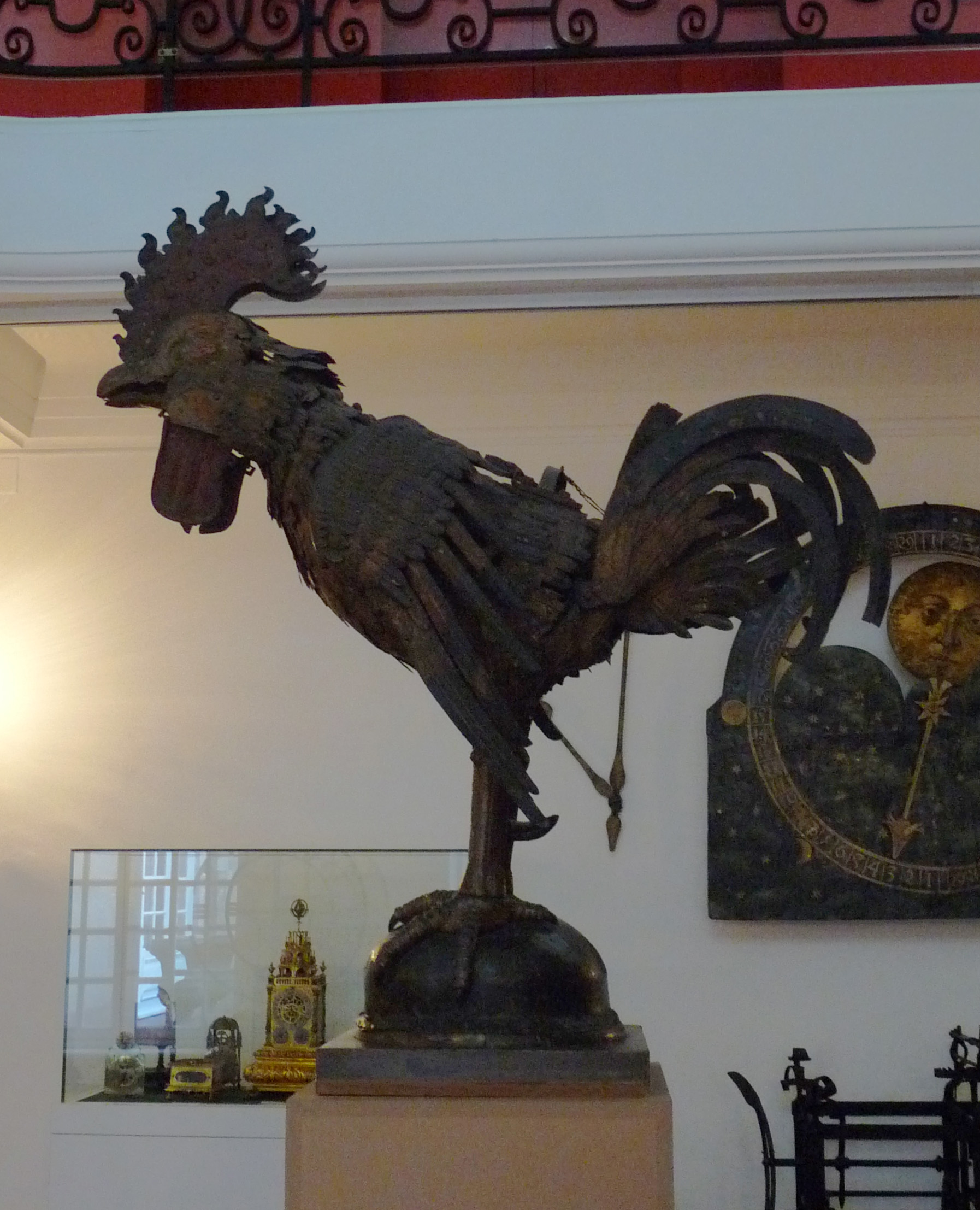
Gallo autómata del primer reloj (hacia 1350)

Hubo un primer reloj construido entre 1352 y 1354, llamado de "los Tres Reyes", que dejó de funcionar a comienzos del siglo XVI. Queda de ese reloj un gallo autómata hecho en madera policromada y hierro forjado, que se exhibe en la sala de relojes del Museo de Artes Decorativas de Estrasburgo. Hecho alrededor del año 1350, es la máquina autómata más antigua que se conserva en Occidente.

## El reloj de Dasypodius

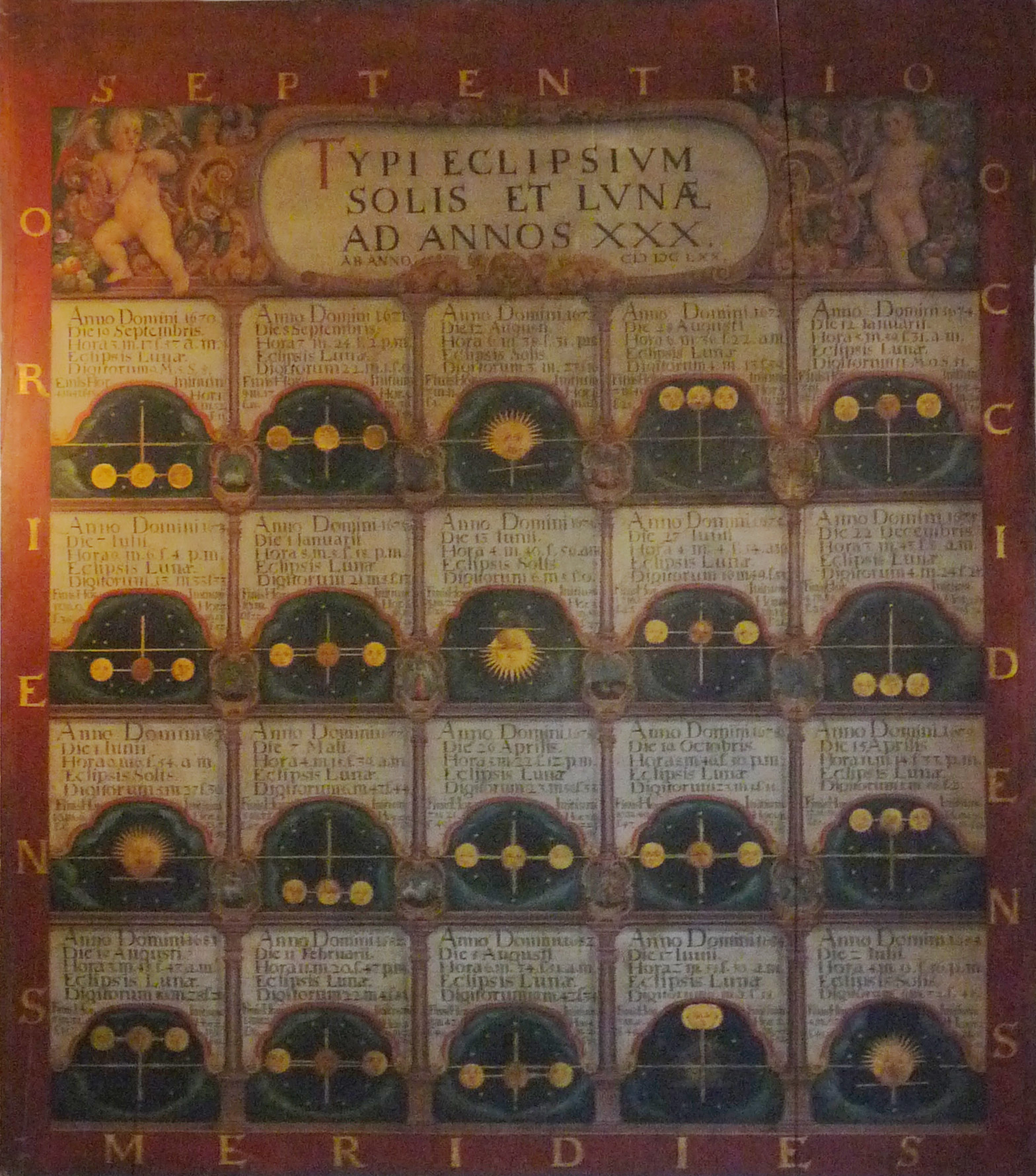
Panel de los eclipses de sol y de luna

Entre 1547 y 1574 se hizo un segundo reloj. Fue obra de los matemáticos Christian Herlin y Conrad Dasypodius, de los hermanos relojeros Habrecht y del pintor Tobias Stimmer.
Este era un reloj astronómico y por lo tanto indicaba el movimiento global de los planetas sobre un astrolabio. Un calendario perpetuo indicaba las fiestas movibles en un periodo de 100 años. Por último, estaban pintados los eclipses en paneles.
El reloj Dasypodius dejó de funcionar poco antes de la Revolución Francesa y se mantuvo en ese estado hasta 1838.

## Transformación del reloj por Schwilgué

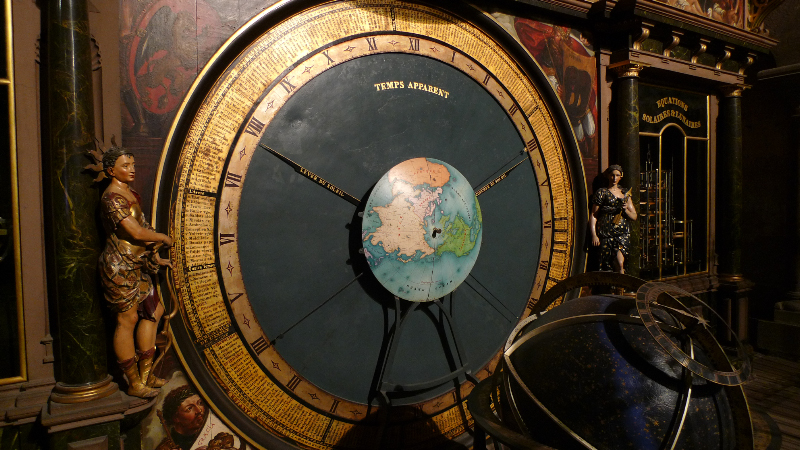
El tiempo aparente

De 1838 a 1842, como se lee en todas partes incluso en el propio reloj, fue transformado por Jean-Baptiste Schwilgué (1776-1856), un alsaciano autodidacta que, después de haber sido aprendiz de relojero, se convirtió en profesor de matemáticas, verificador de pesas y medidas y, finalmente, en contratista. La ilusión de Schwilgué desde muy joven fue reparar relojes y eso le motivó toda su vida.
El tercero y actual reloj contiene nuevos mecanismos insertados en el aparador del segundo reloj, que data del siglo XVI. Todos los diales son nuevos, pero las funciones del reloj de Schwilgué difieren poco de las del viejo reloj excepto para el desfile de los apóstoles, antes inexistente. 

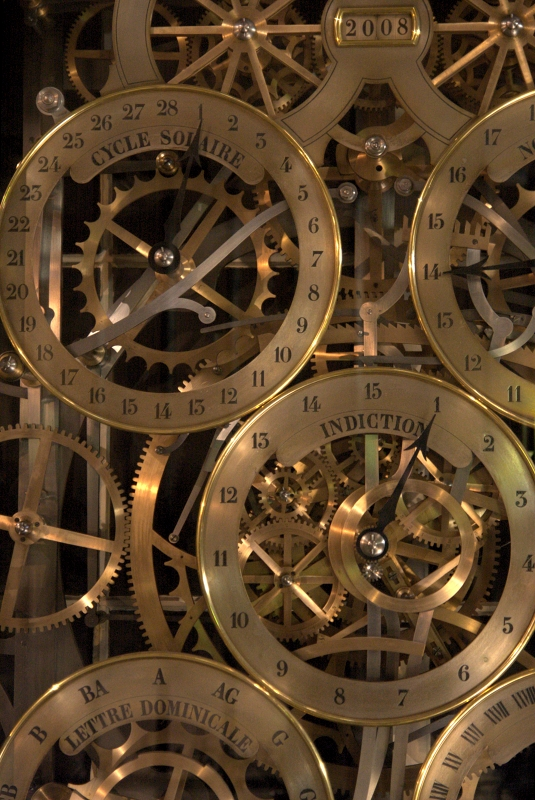
Detalle del cómputo eclesiástico

El reloj de Schwilgué hace lo mismo que el de Dasypodius pero de mejor manera. Mientras que el viejo reloj indicaba las fiestas movibles por adelantado para un periodo de cien años, el nuevo reloj determina las fiestas movibles del año siguiente y a fines de cada año. Podemos considerar este mecanismo - el cómputo eclesiástico - como un calendario perpetuo. La fecha de Pascua, es sencilla de definir y se adoptó en el Concilio de Nicea del año 325. Según el concilio, la Pascua cae "en el domingo siguiente al día catorce lunar, esto es, en el 21 de marzo o inmediatamente después".
Todo se complicó con la introducción del calendario gregoriano en 1582, que cambió las fechas la luna llena pascual y las reglas de cálculo. Por lo que sabemos, Schwilgué fue el primero que calculó mecánicamente las fechas de Pascua (1821) sobre un prototipo concluido en 1816, que desapareció tras la Segunda Guerra Mundial. Este mecanismo aparece, algo más grande, en la parte inferior izquierda del reloj actual.
No es un ordenador (como se ha dicho) aunque "computa" (contar o calcular por números algo, principalmente los años, tiempos y edades). Es solo el "cálculo eclesiástico".
Algunos relojes astronómicos se han inspirado, más o menos, en el de Schwilgué. Es el caso del reloj astronómico de Jens Olsen en Copenhague, o el de Chauvin. Les relojes astronómicos de Besançon y de Beauvais hacen cálculos ("computan"), pero no son perpetuos.
Lo que más atrae a los turistas son los autómatas. Estos se mueven con las horas, las medias horas y los cuartos.
Una vez al día, coincidiendo con el mediodía de la hora local, las 12:30 h en invierno, en la planta superior del mueble desfilan los 12 apóstoles delante de Jesús, mientras canta y se agita un gallo en la parte superior izquierda del reloj. Este gallo nada tiene que ver con las negaciones de Pedro; ya había gallo en los dos relojes anteriores, cuando no existía el grupo de apóstoles.
El reloj indica mucho más que la hora oficial, ya que también permite conocer el tiempo promedio, el día, el mes, el año, el signo del Zodiaco, las fases de la Luna y las posiciones de los planetas hasta Saturno.